# Emilio Villoresi
Pas d'image ? Cliquez ici
Emilio Villoresi, dit Mimi, (né le 17 décembre 1913 à Milan et mort le 28 juin 1939 à Monza) était un pilote automobile ìtalien.

## Biographie
Petit-fils d'Eugenio Villoresi, l'ingénieur ayant imaginé le canale Villoresi, il partage la passion de la mécanique avec son frère aîné Luigi Villoresi.
Les deux frères participent aux Mille Miglia de 1935 et 1936 sur une Fiat 508 Balilla. En 1937, ils achètent une Maserati qu'ils conduisent à tour de rôle.
Le 28 juin 1939, il meurt tragiquement sur le circuit de Monza, en testant une Alfa Romeo Alfetta.